# Качковський Михайло
Михайло Качковський (29 липня 1802, селі Дубно, нині Лежайський повіт, Підкарпатське воєводство, Польща) — 20 серпня 1872) — український громадський діяч, письменник, меценат, публіцист, юрист, народовець-австрофіл.

## Біографія
Народився в селі Дубно (нині Підкарпатське воєводство Польщі) в родині греко-католицького священника.
По закінченні юридичного факультету Львівського університету працював судовим радником у Самборі. Пізніше призначений радником вищого крайового суду у Львові.
Був відомим меценатом, матеріально підтримував письменників і публіцистів. Прихильно ставився до народовців, національного руху галицьких русинів (як тоді себе називали українці). Качковський також цікавився подіями на Великій Україні, підтримував козацькі традиції в Галичині, влаштовував читання Тараса Шевченка. На його кошти засновано у Львові журнал «Слово» (1861). У 1860—1870 рр. підтримував осередок руху галицьких русинів, що виник під проводом о. Івана Наумовича на Коломийщині. При Народному Домі у Львові створив фундацію (80 тис. гульденів) на нагороди за твори українською літературною мовою.
Помер у Кронштадті під час подорожі по Росії. Його ім'ям назвали засноване в 1874 році на зразок до товариства «Просвіта» москвофільське культурно-освітнє товариство «Товариство ім. М. Качковського», хоча сам Качковський москвофілом ніколи не був.